# 林珹
林珹（1470年—1542年），字时献，号罗峰，福建晉江縣人，明朝政治人物、同進士出身。

## 生平
弘治八年（1495年）乙卯科福建鄉試第八名。弘治九年（1496年），登丙辰科三甲第二十四名進士，兵部观政，乞归侍养亲，居三年，选授宁国府推官，丁父忧。服阕，补浙江温州府推官，復丁母忧去职。起復宁国府推官，升戶部江西司主事，监兑河西务，轉任山西司员外郎，晋陕西司郎中，督视京儲，之後出爲饶州府知府。
正德十四年（1519年），聯合王守仁，抵禦朱宸濠叛亂。歸鄉養老，為人所稱道。

## 家族
曾祖林伯亨；祖父林仕齊；父林昱，母蔡氏。